# Orde van Verdienste (Saksen)
De Orde van Verdienste van Saksen, in het Duits "Sächsische Verdienstorden", werd in 1996 gesticht en op 27 oktober 1997 voor het eerst toegekend. Zoals zoveel van de Bondsstaten van de Bondsrepubliek Duitsland wilde ook de nieuwe bondsstaat Saksen een eigen onderscheiding bezitten. Men verleent de orde voor langdurige verdienste maar ook een bijzondere daad komt voor beloning met deze orde in aanmerking.
Er mogen niet meer dan 500 dragers zijn maar de Saksische minister-president en de voorzitter van het Saksische parlement zijn ambtshalve dragers van het kruis.
De orde is de opvolger van de Orde van Burgerlijke Verdienste die van 1915 tot 1918 werd verleend.
In de tussenliggende 79 jaren was er geen onderscheiding van de Vrijstaat Saksen of van de opeenvolgende machteloze administratieve gebieden in het Derde Rijk, de Russische bezettingszone of in de zogenaamde DDR.